# Vigen Cliffs
Le Vigen Cliffs (in lingua inglese: Scogliere Vigen) sono un gruppo di pareti rocciose che si innalzano fino a 1.750 m a est della Gabbro Crest, nella Saratoga Table del Forrestal Range, nei Monti Pensacola, in Antartide. 
La denominazione è stata assegnata nel 1979 dall'Advisory Committee on Antarctic Names (US-ACAN) in onore di Oscar C. Vigen, responsabile della Pianificazione e Budget della "Divisione Programmi Polari" della National Science Foundation nel periodo 1968-85.